# Émigration illégale
Ne doit pas être confondu avec Immigration illégale.

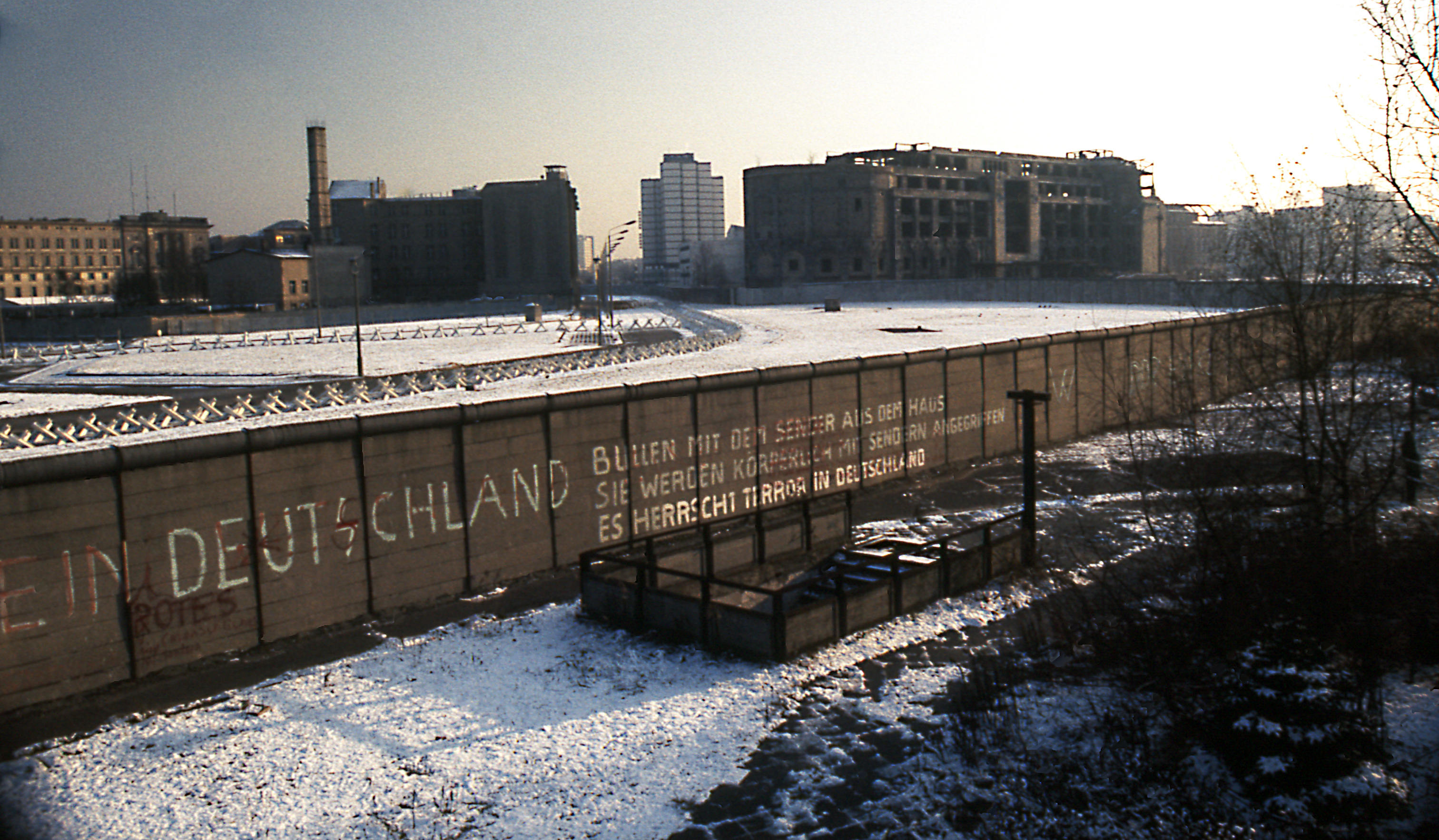
À partir de 1961, la République démocratique allemande a érigé le Mur de Berlin pour empêcher l'émigration de la population vers l'Ouest.

L'émigration illégale est le fait de quitter un pays en infraction aux lois relatives à l'émigration. Il peut aussi s'agir de personnes qui sont autorisées à se rendre à l'étranger puis qui refusent de rentrer malgré la demande des autorités du pays d'origine. Plusieurs cas de restrictions sur la liberté de circulation existent ou ont existé dans le monde au cours de l'histoire.
Il existe des cas particuliers, comme celui des personnes fuyant un pays pour obtenir le statut de réfugié en raison de persécutions ou celui de criminels qui cherchent à se soustraire aux poursuites pénales. Toutefois, une personne qui pénètre dans un pays étranger en tant qu'immigrant clandestin risque d'être renvoyée vers le territoire d'origine ; dans le cas de criminels, la personne peut faire l'objet d'une extradition ou être traduite en jugement dans un autre pays que le sien.

## Restrictions sur les visas de sortie
Un visa de sortie peut être réclamé pour pouvoir quitter certains pays. De nombreux États limitent les possibilités de départs individuels dans certaines circonstances, comme celles qui font l'objet d'un procès important ou celles qui doivent de fortes sommes au Trésor public,,. Malgré ce fait, l'expression « visa de sortie » s'applique en général aux pays qui imposent des restrictions systématiques sur les départs car le droit de quitter le territoire n'est pas accordé automatiquement. Imposer des conditions systématiques pour obtenir la permission de quitter un territoire peut être considéré comme une atteinte aux droits de l'homme, en particulier celui de la liberté de circulation, présente dans la Déclaration universelle des droits de l'homme et s'inscrivant dans le droit international coutumier.
Dans les États qui imposent le visa de sortie, l'application de la réglementation dépend de la personne qui dépose une demande. Certains pays autorisent la libre circulation des ressortissants étrangers tout en limitant la circulation de leurs propres ressortissants,. D'autres n'appliquent de visa de sortie qu'aux résidents étrangers sur le sol national dans le cadre d'un visa de travail (en), comme c'est le cas dans le système de kafala (en),,,.

## Histoire des restrictions à l'émigration
Sous le régime fasciste en Italie (1922-1943), les personnes en partance devaient obtenir un visa de sortie. Sous le Troisième Reich, ils sont aussi devenus nécessaires depuis 1933, avec la Loi allemande des pleins pouvoirs de 1933 jusqu'à la fin de la Seconde Guerre mondiale.
Outre les États cités ci-dessous, différents pays ont limité fortement l'émigration à une période de leur histoire, comme l'Angola, l'Égypte, l'Éthiopie, le Mozambique, la Somalie, l'Afghanistan, la Birmanie, le Kampuchéa démocratique (Cambodge de 1975 à 1979), le Laos, le Nord Viêt Nam, l'Irak, le Sud Yémen.

### Birmanie
D'après Human Rights Watch, le gouvernement birman impose de sévères restrictions sur le nombre de musulmans autorisés à voyager jusqu'à La Mecque pour y accomplir leur pèlerinage. Les musulmans déclarent que l'accès au passeport leur reste difficile pour se déplacer à l'étranger.

### Bloc de l'Est
Deux mois après la Révolution russe de 1917, les autorités instaurent des restrictions, de concert avec les autres Républiques socialistes soviétiques de l'Union soviétique, qui interdisent l'émigration.
En 1918, les Républiques socialistes soviétiques instaurent des restrictions à l'émigration, tant sur le plan légal que sur le plan physique en resserrant leurs frontières, si bien que même l'émigration illégale devient impossible en 1928. Pour renforcer ce dispositif, l'Union soviétique institue un système de contrôle de passeports intérieurs et, dans les villes, le permis de séjour avec la Propiska, en conjugaison avec d'autres restrictions sur la circulation, que l'argot désigne sous le terme du « cent unième kilomètre » ; ces règles limitent fortement la mobilité, même au sein de petites zones.
Lors de la Seconde Guerre mondiale, l'Union soviétique occupe plusieurs États et les annexe en y instituant des républiques socialistes soviétiques, comme en Pologne : ces territoires préfigurent le Bloc de l'Est (Lettonie,, Estonie,, Lituanie,, la République socialiste soviétique carélo-finnoise, Moldavie,). D'autres États deviennent des pays satellites de l'URSS : Pologne, Hongrie, Tchécoslovaquie, Roumanie, Albanie et, quelques années plus tard, la République démocratique allemande. Ces États, à leur tour, adoptent des restrictions sur l'émigration.
Le système des passeports intérieurs en Union soviétique comporte de nombreuses restrictions sur les voyages hors du Bloc et l'autorisation du KGB est alors couramment requise. Certains Juifs soviétiques ainsi que d'autres populations dont la demande d'émigration depuis l'URSS est rejetée ont suscité au vocable argotique Refuznik.
Au début des années 1950, l'approche soviétique de contrôle des déplacements est transposée dans la majorité des autres pays du Bloc de l'Est (ainsi qu'en Chine, en Mongolie et en Corée du Nord). Jusqu'en 1952, la plupart des frontières entre l'Allemagne de l'Est et les secteurs sous occupation occidentale peuvent être franchies aisément. Avant 1951, la majeure partie des déplacements de l'Est vers l'Ouest ont eu lieu à la frontière intérieure allemande : plus de 3,5 millions d'est-allemands émigrent vers l'Allemagne de l'Ouest,. Le 13 août 1961, des barbelés sont érigés, préfigurant le mur de Berlin qui sépare Berlin-Est de Berlin-Ouest. Deux jours plus tard, la police et les unités du génie militaire entament la construction du mur de béton. Après l'édification du Mur de Berlin en 1961, l'émigration de l'Est vers l'Ouest est pratiquement tarie. Quelques milliers de tentatives d'évasion se produisent en République démocratique allemande, dont celles de garde-frontières transfuges.
En RDA, le terme Republikflucht (« fugitifs de la république ») désigne les personnes souhaitant émigrer vers des pays non socialistes. Un manuel de propagande, émis par le Parti socialiste unifié d'Allemagne (SED) en 1955 à destination es agitateurs du parti, résume la gravité du Republikflucht, en énonçant que « quitter la RDA est un acte d'arriération et de dépravation tant morale que politique » et que « les travailleurs de toute l'Allemagne exigeront un châtiment contre ceux qui, aujourd'hui, quittent la République démocratique d'Allemagne, le puissant bastion du combat pour la paix, et qui vont s'engager au service des ennemis mortels du peuple allemand, des impérialistes et des militaristes ».
Parmi les transfuges célèbres figurent Svetlana Allilouïeva, fille de Joseph Staline, le pilote Viktor Belenko, le sous-secrétaire aux Nations unies Arkady Chevtchenko, le grand maître d'échecs Viktor Korchnoi, les danseurs Mikhail Baryshnikov, Natalia Makarova and Alexander Godunov. D'autres personnalités connues sont Wolfgang Leonhard, Conrad Schumann, Jörg Berger (en). Si les médias ont souvent commenté la fuite de transfuges célèbres, de nombreux émigrants peu connus n'ont fait l'objet d'aucune publication.
En 1989, la chute du mur de Berlin est suivie de la réunification allemande ; deux ans plus tard, l'URSS se disloque.

### Chine
Certains pays ont restreint la capacité de leurs ressortissants à émigrer dans d'autres territoires. Après 1668, l'empereur de dynastie Qing interdit aux Chinois Hans de s'installer en Mandchourie. En 1681, l'empereur ordonne la construction de la palissade de saules qui constitue une frontière avec les terres mandchoues et mongoles, que les Chinois n'ont pas le droit de franchir.

### Corée du Nord
Dans la lignée des initiatives du Bloc de l'Est dans les années 1950, la Corée du Nord adopte aussi de fortes limitations à l'émigration. Celles-ci sont toujours en vigueur et le régime applique les restrictions les plus strictes au monde, même si certains Nord-Coréens parviennent à émigrer illégalement vers la Chine.

### Cuba
Le gouvernement cubain a d'abord interdit à ses ressortissants de quitter Cuba ou d'y revenir sans son autorisation. Dans une traduction proposée par Human Rights Watch, le Code pénal cubain prévoyait que les individus qui, « sans avoir achevé les démarches légales, quittent le territoire national ou prennent leurs dispositions pour le quitter » encouraient entre une et trois années d'emprisonnement. De 1985 à 1994, le nombre d'émigrants illégaux est estimé à 82 500 personnes, auxquelles s'ajoutent 7 500 autres jusqu'au milieu des années 2000. Une simple discussion sur l'émigration illégale pouvait conduire à six mois d'emprisonnement.
La loi-décret 302, publiée au Journal officiel de la république de Cuba le 16 octobre 2012, entre en vigueur au 14 janvier 2013. Cette législation relative à la migration élimine la condition d'un visa de sortie mais elle augmente le prix des passeports : ils coûtent 100 CUC, soit l'équivalent de 5 mois d'un salaire moyen,.

### Iran
Betty Mahmoody, mariée avec l'Iranien Sayyed Bozorg Mahmoody (en), s'est trouvée piégée en Iran quand son conjoint a décidé que la famille resterait à Téhéran. Elle a dû fuir avec l'aide de passeurs car elle ne pouvait quitter l'Iran sans divorcer de son époux, qui aurait alors obtenu la garde complète de leur fille Mahtob Mahmoody (en) (voir : Jamais sans ma fille).
D'après la loi du gouvernement iranien, les hommes iraniens de plus de 18 ans ne sont pas autorisés à quitter le pays sauf s'ils servent 24 mois dans l'armée iranienne. Ces conditions ont entraîné l'émigration massive d'étudiants et de jeunes Iraniens en recourant à des passeurs. 

### Portugal
Jusqu'en 1974, la liberté individuelle d'émigrer du Portugal était soumise aux objectifs et intérêts de la nation. L'État poursuivait trois objectifs essentiels : disposer d'une main d'œuvre suffisante, satisfaire à ses intérêts en Afrique et s'assurer qu'il percevrait les versements des émigrants. Entre 1950 et 1988, au moins 36 % des émigrants portugais ont quitté le pays dans l'illégalité.

### Restrictions temporaires avec la pandémie de Covid-19
En raison de la pandémie de Covid-19, plusieurs États ont temporairement imposé des limites à l'émigration.
En 2020, l'Australie interdit les départs du territoire tant aux citoyens du pays qu'aux résidents permanents, sauf s'ils demandent et obtiennent une exemption. En août 2021, cette interdiction aux personnes qui résident habituellement dans des pays tiers. Certaines exceptions sont prévues pour les voyages d'affaires et ceux correspondant à des « motifs impérieux » pendant trois mois ou davantage,.
En mars 2021, le Royaume-Uni impose à toutes les personnes en partance de remplir un formulaire de sortie pour y inscrire leur adresse, leur numéro de passeport, leur destination et l'objet de leur voyage. Les motifs recevables pour quitter le pays sont le travail rémunéré ou bénévole, ainsi que les motifs liés à l'instruction, les nécessités médicales ou certains évènements sociaux (funérailles).

## Pension alimentaire

### États-Unis
Aux États-Unis, si une personne doit plus de 2 500 dollars d'arriérés de pension alimentaire, elle ne peut obtenir le renouvellement de son passeport, ce qui signifie qu'elle ne peut plus quitter le territoire et risque d'être renvoyée sur le sol national pour défaut de présentation d'un passeport américain en cours de validité.

### Australie et Nouvelle-Zélande
L'Australie et la Nouvelle-Zélande appliquent des interdictions de voyager aux personnes qui doivent des arriérés de pension alimentaire,.

## Dans la culture
- La Mélodie du bonheur film de 1965 sur la famille von-Trapp, qui a fui les nazis depuis d'Autriche en 1938 et qui est discrètement passée en Suisse[50].
- Balseros – documentaire sur les personnes fuyant Cuba en canot.